# L'unico e insuperabile Ivan
L'unico e insuperabile Ivan (The One and Only Ivan) è un film del 2020 diretto da Thea Sharrock.
Il film è l'adattamento cinematografico dell'omonimo romanzo per bambini del 2012 scritto da Katherine Applegate, che racconta la storia vera del gorilla Ivan, nato nei primi anni '60 in Africa centrale, venduto dai bracconieri a un grande centro commerciale dello stato di Washington e sfruttato come attrazione per i clienti, che fu possibile trasferire allo zoo di Atlanta solo grazie all'intervento di attivisti animalisti.

## Trama
Nel 1973 un gorilla di nome Ivan vive in una gabbia di un centro commerciale in compagnia di Stella, un'anziana elefantessa africana, e di un cane di nome Bob, senza alcun ricordo di come sono giunti fino a lì. Sono di proprietà di Mack, il proprietario del Big Top Mall. Quando Ruby, un'elefantina maltrattata fa la sua comparsa e viene affidata a Stella, Ivan inizia a occuparsi di lei e insieme a Julia, la figlia del custode, si adoperano a cambiare le cose al centro commerciale.

## Produzione
Il 9 aprile 2014 la Walt Disney Pictures annuncia il progetto, prodotto da Allison Shearmur. Il 6 maggio 2016 è stato scelto Mike Newell come regista, su una sceneggiatura di Mike White. Il 23 marzo 2017 Thea Sharrock prende il posto di Newell, che ha lasciato il progetto.
Nonostante la produttrice Allison Shearmur sia morta il 19 gennaio 2018 compare ugualmente nei titoli di coda del film come produttrice.

### Cast
Il 16 ottobre 2017 Angelina Jolie si è unita al film sia come produttrice che come doppiatrice dell'elefantessa Stella. Il 15 novembre 2017 è stata scelta Brooklynn Prince per doppiare l'elefantina Ruby.
Il 9 gennaio 2018 Ariana Greenblatt si è unita al cast in un ruolo live-action. Il 23 febbraio 2018 è stato scelto Sam Rockwell per doppiatore Ivan, il gorilla protagonista del film, Bryan Cranston è stato scelto per interpretare il proprietario del circo e Brigham Taylor si è unito come produttore. Il 13 marzo 2018 Ramón Rodríguez ha firmato per interpretare il padre del personaggio di Greenblatt. Il 1º maggio 2018 è stato annunciato che Danny DeVito e Helen Mirren doppieranno dei personaggi del film e che anche Indira Varma ed Eleanor Matsuura faranno parte del cast.

### Riprese
Le riprese del film sono iniziate il 1º maggio 2018 a Lakeland, in Florida, e sono proseguite in altre zone della contea di Polk il mese successivo.

## Promozione
Il primo trailer del film viene diffuso l'8 luglio 2020, mentre la versione italiana il 6 agosto 2020.

## Distribuzione
La pellicola, inizialmente fissata nelle sale cinematografiche statunitensi per il 14 agosto 2020, ha saltato la distribuzione in sala a causa della pandemia di COVID-19 ed è stata distribuita sulla piattaforma Disney+ a partire dal 21 agosto 2020, mentre in Italia dall'11 settembre dello stesso anno sempre su Disney+.

### Edizione italiana
La direzione del doppiaggio e i dialoghi italiani sono a cura di Marco Mete, per conto della SDI Media Italia.

## Accoglienza

### Critica
Sull'aggregatore Rotten Tomatoes il film riceve il 71% delle recensioni professionali positive con un voto medio di 6,2 su 10 basato su 119 critiche, mentre su Metacritic ottiene un punteggio di 58 su 100 basato su 25 critiche.

## Riconoscimenti
- 2021 - Premio Oscar[28]
  - Candidatura per i migliori effetti speciali a Nick Davis, Greg Fisher, Ben Jones e Santiago Colomo Martinez
- 2020 - Hollywood Post Alliance Awards[29]
  - Migliori effetti visivi
- 2021 - British Academy Film Awards[30]
  - Candidatura per i miglior effetti speciali a Santiago Colomo Martinez, Nick Davis, Greg Fisher e Ben Jones
- 2021 - Critics Choice Super Awards[31]
  - Candidatura per il miglior doppiatore in un film d'animazione a Sam Rockwell
- 2021 - VES Awards[32]
  - Miglior personaggio animato in un film a Valentina Rosselli, Thomas Huizer, Andrea De Martis e William Bell (per Ivan)